# USS LST-220
O USS LST-220 foi um navio de guerra norte-americano da classe LST que operou durante a Segunda Guerra Mundial.